# Engelepogon collarti
Engelepogon collarti är en tvåvingeart som först beskrevs av Joseph Charles Bequaert 1964.  Engelepogon collarti ingår i släktet Engelepogon och familjen rovflugor. Inga underarter finns listade i Catalogue of Life.